# André Marchand
André Marchand, född den 10 februari 1907 i Aix-en-Provence, Frankrike, död den 29 december 1997, var en fransk målare av den nya Parisskolan.

## Biografi
Marchand studerade vid ett jesuitgymnasium där hans far lärde honom matematik. Han blev tidigt moderlös och började måla redan vid 14 års ålder med verk av Montagne Sainte-Victoire som stöd för sina första akvareller.
År 1926 flyttade han till Paris, där han under fyra svåra år försökte försörja sig som byggnadsarbetare. Han närmade sig samtidigt Konsthögskolan och vistades mycket på Louvren. Där träffade han Darius Milhaud och lärde även känna Francis Gruber och Pierre Tal Coat. I början av 1932 fick de tillsammans möjlighet att ställa ut på Salon d'Automne och Salon des Independants.
Efter en resa till Algeriet 1933, i Biskra nära öknen, som gjorde ett starkt intryck, arbetade han i flera år vid Medelhavskusten i Toulon, Hyères och Saint-Rémy-de-Provence.
Från tidiga figurkompositioner, rustikt stiliserade och med naiv prägel, övergick han på 1940-talet en färgintesiv abstrakt expressionism, för att under 1950-talet återgå till en strängt förenklad bildbyggnad i ett halvabstrakt måleri.
Många av Marchands verk finns på museer runt om i världen. Under 2007 genomfördes två stora utställningar i Marseille och Saint-Rémy de Provence. Efter donationer, finns många viktiga verk i samlingarna på Estrine Museum France i Saint-Remy de Provence där Marchand under en tid  bodde. 